# 霍洛夫基夫卡 (切爾卡瑟州)
49°7′13″N 32°20′18″E / 49.12028°N 32.33833°E

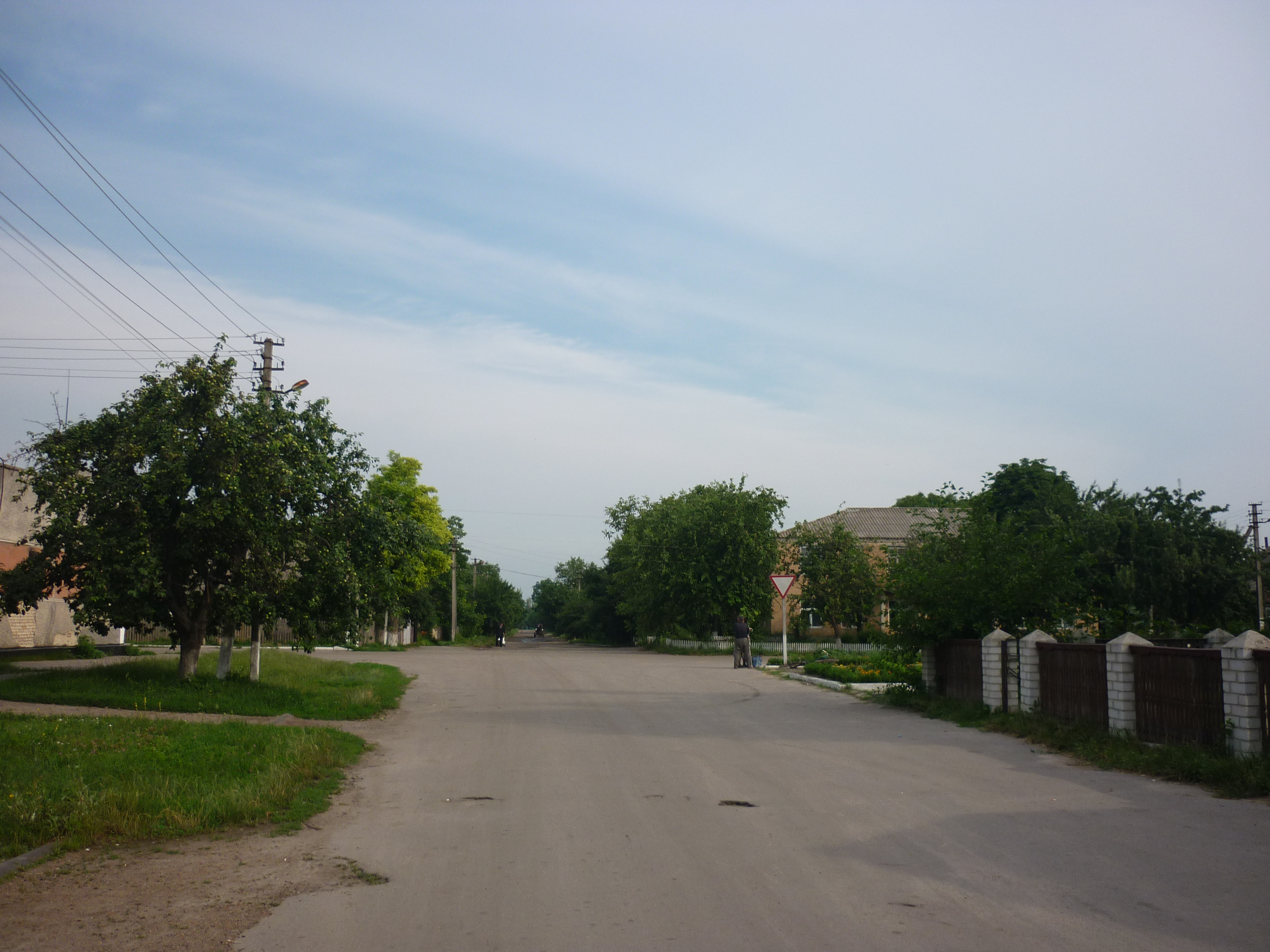

霍洛夫基夫卡（羅馬化：Holovkivka）是位於烏克蘭中部的村莊，由切爾卡瑟州切爾卡瑟區的梅德韋迪夫卡市鎮負責管轄。該村始建於1775年，面積6.65平方公里，海拔高度205米，2001年人口1,481。